# Spółdzielnia Autorów Filmowych
Spółdzielnia Autorów Filmowych (SAF) – polska wytwórnia filmowa, powołana w 1935 i działająca do 1939 roku.
SAF została założona przez członków Stowarzyszenia Miłośników Filmu Artystycznego „START”, m.in. Eugeniusza Cękalskiego, Wandę Jakubowską, Stanisława Wohla i Jerzego Zarzyckiego.
Wytwórnia zrealizowała szereg filmów krótkometrażowych, a także trzy pełnometrażowe. Pierwszym z nich były Strachy z 1938 roku na podstawie powieści Marii Ukniewskiej. Tuż przed samą wojną został ukończony film Nad Niemnem, który był debiutem fabularnym Jakubowskiej (film nie zdążył mieć premiery i zaginął w czasie okupacji). Ostatnim filmem SAF, dokończonym już w czasie okupacji, był Żołnierz królowej Madagaskaru (film również zaginął, a w 1958 Zarzycki nakręcił jego remake pod tym samym tytułem).
W latach 1948–1949 środowisko dawnego SAF powołało Zespół Produkcyjny ZAF (Zespół Autorów Filmowych), który na krótko reaktywowano pod tą nazwą w 1955 roku. Na jego miejscu w 1955 powstał Zespół Filmowy Start, który istniał do 1968 roku.